# 마쓰마에번
마쓰마에 번(일본어: 松前藩 마쓰마에한[*])은 일본 에도 시대 홋카이도 남부에 있던 번으로, 그 위치는 지금의 홋카이도 마쓰마에 군 마쓰마에정이다. 번주는 마쓰마에 가문이다. 후에 영지 내에 마쓰마에성(후쿠야마 성)을 세웠고, 성의 이름에서 비롯하여 후쿠야마 번(福山藩)으로 불리기도 하였다. 1868년 거점을 영내의 다테 성으로 옮기면서 메이지 시대에는 다테 번(館藩)으로도 불렸다. 마쓰마에 번주는 도자마 다이묘로, 1만 석 격(格)이었다가 막부 말기에 들어 3만 석 격이 되었다.

## 번의 역사
센고쿠 시대에 다케다 노부히로(武田信廣)가 지금의 오시마반도 남부 지역에 세력 거점을 확보한 이래로 다케다 가문(후의 가키자키(蠣崎) 가문)은 일본과 에조와의 창구 역할을 하며 성장했다. 가키자키 가문은 16세기 후반 도요토미 히데요시에게 복종하여 오시마반도의 지배권을 인정받고 북방 세력인 안도 가문으로부터 명실상부하게 독립할 수 있었다. 1599년에는 도쿠가와 이에야스에게 신종하여 에조치에 대한 지배권을 공인받았고, 이 무렵 가키자키 요시히로는 성씨를 마쓰마에(松前)로 바꾼다. 1605년에는 에조와의 무역 독점권을 인정받았다.
당시의 홋카이도에서는 쌀이 나오지 않았기 때문에 마쓰마에 번은 고쿠다카(石高)가 없는 다이묘였고, 나중에 1만 석 '격'(格)으로 불리는 것도 상업적 이익을 곡물 산출량으로 추산하여 지정한 것이었다. 따라서 마쓰마에 번에 있어서 에조와의 무역은 매우 중요한 사업이었고, 번이 직접 상업 경영을 하거나 가신 등에게 위탁하여 교역을 행하고 그 이윤을 일부 취하는 식으로 교역이 이루어졌다. 번은 오시마반도 남부를 와진치(和人地), 그 이외의 에조가 거주하는 공간을 에조치라고 하여 두 지역 간의 교류를 엄격히 규제했다. 상업 외에도 어업이 흥했으나, 와진치에서 물고기가 잡히지 않게 되면서 에조치로 건너가 어업을 하는 경향이 나타났다.
막부 말기, 러시아 세력이 남하하여 일본과의 통교를 요구하고 영토 분쟁이 심화되자, 막부측에서는 북방에 대한 대응을 일개 번에게 맡기기 어렵다고 판단, 1807년에 마쓰마에 번은 무쓰노쿠니 야나가와 번으로 이봉되었고, 번의 영지는 막부의 직할 하에 들어가게 되었다. 1821년 정책의 전환으로 마쓰마에 번은 영지를 반환받았고 에조치 일대의 지배와 북방경비의 권한을 재위임받았다. 그러나 1854년 미일화친조약이 체결되어 하코다테가 개항되면서 마쓰마에 번 일대의 중요성이 한층 강화됨에 따라 번은 에조치 동부 영지를 다시 반납했고, 대신 야나가와 등의 다른 지역 영지를 추가로 받아 3만 석이 부여되었다. 1864년에는 반납되었던 동부 영지 중 일부가 다시 소속되었다.
보신 전쟁 때 신정부군 측에 섰다. 이무렵 다테 성을 새로 짓고 거점을 이동한 뒤 다테 번으로 불리게 되었다. 하코다테 전쟁이 발발했을 때 침입해 온 구막부군과 싸웠다. 1869년 14대 번주 마쓰마에 가네히로가 번명을 다테 번으로 개명하고 판적봉환을 자원하여 다테 번의 지사가 되었다. 다테 번은 1871년 폐번치현으로 인해 다테 현이 되었고, 일부는 홋카이도, 일부는 아오모리현이 되어 소멸하였다.

## 역대 번주(藩主)
| 대수 | 번주                       | 초상화 | 재임 기간                       | 비고           |
| ---- | -------------------------- | ------ | ------------------------------- | -------------- |
| 1    | 마쓰마에 요시히로 松前慶広 |        | 1590년 ~ 1616년                 |                |
| 2    | 마쓰마에 긴히로 松前公広   |        | 1617년 ~ 1641년                 |                |
| 3    | 마쓰마에 우지히로 松前氏広 |        | 1641년 ~ 1648년                 |                |
| 4    | 마쓰마에 다카히로 松前高広 |        | 1648년 ~ 1665년                 |                |
| 5    | 마쓰마에 노리히로 松前矩広 |        | 1665년 ~ 1720년                 |                |
| 6    | 마쓰마에 구니히로 松前邦広 |        | 1721년 ~ 1743년                 |                |
| 7    | 마쓰마에 스케히로 松前資広 |        | 1743년 ~ 1765년                 |                |
| 8    | 마쓰마에 미치히로 松前道広 |        | 1765년 ~ 1792년                 |                |
| 9    | 마쓰마에 아키히로 松前章広 |        | 1792년 ~ 1807년 1821년 ~ 1833년 |                |
| 10   | 마쓰마에 요시히로 松前良広 |        | 1834년 ~ 1839년                 |                |
| 11   | 마쓰마에 마사히로 松前昌広 |        | 1839년 ~ 1849년                 |                |
| 12   | 마쓰마에 다카히로 松前崇広 |        | 1849년 ~ 1865년                 |                |
| 13   | 마쓰마에 노리히로 松前德広 |        | 1866년 ~ 1869년                 |                |
| 14   | 마쓰마에 나가히로 松前修広 |        | 1869년 ~ 1871년                 | 본명 가네히로. |

## 같이 보기
- 일본의 번#에도 막부의 번(藩) 일람
- 폐번치현